# Бобслей на зимних Олимпийских играх 1924
На зимних Олимпийских играх 1924 соревнования по бобслею состоялись в субботу, 2 февраля и воскресенье, 3 февраля 1924 года. В соревнованиях приняло участие 39 спортсменов из 5 стран:
- Бельгия (5)
- Франция (8)
- Великобритания (8)
- Италия (10)
- Швейцария (8).

## Медали

### Общий зачёт
| Общее количество медалей |                |        |         |        |       |
| Место                    | Страна         | Золото | Серебро | Бронза | Всего |
| 1                        | Швейцария      | 1      | 0       | 0      | 1     |
| 2                        | Великобритания | 0      | 1       | 0      | 1     |
| 3                        | Бельгия        | 0      | 0       | 1      | 1     |
| Всего                    | Всего          | 1      | 1       | 1      | 3     |

### Медалисты
| Золото                                                                     | Серебро                                                                          | Бронза                                                                                       |
| Швейцария · Альфред Невё · Эдуард Шеррер · Альфред Шлаппи · Хейнрих Шлаппи | Великобритания · Томас Арнольд · Ральф Брум · Александер Ричардсон · Родни Сохер | Бельгия · Шарль Мульдер · Рене Мортье · Пауль ван ден Брук · Виктор Версхурен · Анри Виллемс |

## Результаты
| Место | НОК            | Спортсмены                                                                                         | Заезд 1 | Заезд 2 | Заезд 3 | Заезд 4 | Итоговое время |
| ----- | -------------- | -------------------------------------------------------------------------------------------------- | ------- | ------- | ------- | ------- | -------------- |
| 1     | Швейцария      | Альфред Невё Эдуард Шеррер Альфред Шлаппи Хейнрих Шлаппи                                           | 1:27,39 | 1:26,60 | 1:25,02 | 1:26,53 | 5:45,54        |
| 2     | Великобритания | Томас Арнольд Ральф Брум Александер Ричардсон Родни Сохер                                          | 1:28,73 | 1:28,67 | 1:25,76 | 1:25,67 | 5:48,83        |
| 3     | Бельгия        | Шарль Мульдер Рене Мортье Пауль ван ден Брук Виктор Версхурен Анри Виллемс                         | 1:29,89 | 1:34,22 | 1:29,98 | 1:28,20 | 6:02,29        |
| 4     | Франция        | Андре Берг Анри Альдебер Жорж Андре Жан де Суаре д'Олан                                            | 1:39,35 | 1:34,99 | 1:36,68 | 1:31,93 | 6:22,95        |
| 5     | Великобритания | Уильям Хортон Арчибальд Граббе Жерар Ферли Джордж Пим                                              | 1:42,33 | 1:41,28 | 1:38,58 | 1:38,52 | 6:40,71        |
| 6     | Италия         | Лодовико Обексер Массимо Финк Паоло Херберт Джузеппе Стейнер Алоис Тренкер                         | 1:53,00 | 1:49,69 | 1:48,73 | 1:43,99 | 7:15,41        |
| —     | Франция        | Этьен Легран Габриэль Изар Жак Жани Франсуа Легран                                                 | 4:29,01 | —       | 2:00,79 | 1:56,58 | —              |
| —     | Италия         | Луиджи Торнелли ди Борголавеццаро Адольфо Бокки Леонардо Бонци Альфредо Спасиани Альберто Висконти | 4:08,44 | —       | —       | —       | —              |
| —     | Швейцария      | Шарль Стоффель Алоиз Файгле Антон Гульденер Эдмон Ларош                                            | 5:38,00 | —       | —       | —       | —              |